# Iztok Čop
Iztok Čop (Kranj, Yugoslavia, 17 de junio de 1972) es un deportista esloveno que compitió en remo.
Participó en seis Juegos Olímpicos de Verano, entre los años 1992 y 2012, obteniendo en total cuatro medallas, bronce en Barcelona 1992 (dos sin timonel), oro en Sídney 2000, plata en Atenas 2004 y bronce en Londres 2012, en la prueba de doble scull.
Ganó doce medallas en el Campeonato Mundial de Remo entre los años 1991 y 2007.
Fue el abanderado de Eslovenia en la ceremonia de apertura de los Juegos de Sídney 2000.

## Palmarés internacional
| Representando a Yugoslavia |                               |                   |                  |
| Campeonato Mundial         |                               |                   |                  |
| Año                        | Lugar                         | Medalla           | Prueba           |
| 1991                       | Viena (Austria)               | Medalla de plata  | Dos sin timonel  |
| Representando a Eslovenia  |                               |                   |                  |
| Juegos Olímpicos           |                               |                   |                  |
| Año                        | Lugar                         | Medalla           | Prueba           |
| 1992                       | Barcelona (España)            | Medalla de bronce | Dos sin timonel  |
| 2000                       | Sídney (Australia)            | Medalla de oro    | Doble scull      |
| 2004                       | Atenas (Grecia)               | Medalla de plata  | Doble scull      |
| 2012                       | Londres (Reino Unido)         | Medalla de bronce | Doble scull      |
| Campeonato Mundial         |                               |                   |                  |
| Año                        | Lugar                         | Medalla           | Prueba           |
| 1993                       | Račice (República Checa)      | Medalla de bronce | Dos sin timonel  |
| 1994                       | Indianápolis (Estados Unidos) | Medalla de bronce | Scull individual |
| 1995                       | Tampere (Finlandia)           | Medalla de oro    | Scull individual |
| 1999                       | St. Catharines (Canadá)       | Medalla de oro    | Doble scull      |
| 2001                       | Lucerna (Suiza)               | Medalla de plata  | Scull individual |
| 2002                       | Sevilla (España)              | Medalla de plata  | Scull individual |
| 2003                       | Milán (Italia)                | Medalla de bronce | Scull individual |
| 2005                       | Kaizu (Japón)                 | Medalla de oro    | Doble scull      |
| 2005                       | Kaizu (Japón)                 | Medalla de plata  | Cuatro scull     |
| 2006                       | Eton (Reino Unido)            | Medalla de plata  | Doble scull      |
| 2007                       | Múnich (Alemania)             | Medalla de oro    | Doble scull      |